# Derevîșciîna, Baranivka
Derevîșciîna (în ucraineană Деревищина) este un sat în comuna Jarî din raionul Baranivka, regiunea Jîtomîr, Ucraina.

## Demografie
Componența lingvistică a localității Derevîșciîna
     Ucraineană (100%)
Conform recensământului din 2001, toată populația localității Derevîșciîna era vorbitoare de ucraineană (100%).